# Marylynnia hopperi
Marylynnia hopperi is een rondwormensoort uit de familie van de Cyatholaimidae. De wetenschappelijke naam van de soort is voor het eerst geldig gepubliceerd in 1982 door Sharma & Vincx.